# 塞尼哈
塞尼哈，是西班牙巴伦西亚自治区阿利坎特省的一个市镇。总面积5km2，总人口513人（2001年），人口密度103人/km2。